# Royal Winnipeg Ballet

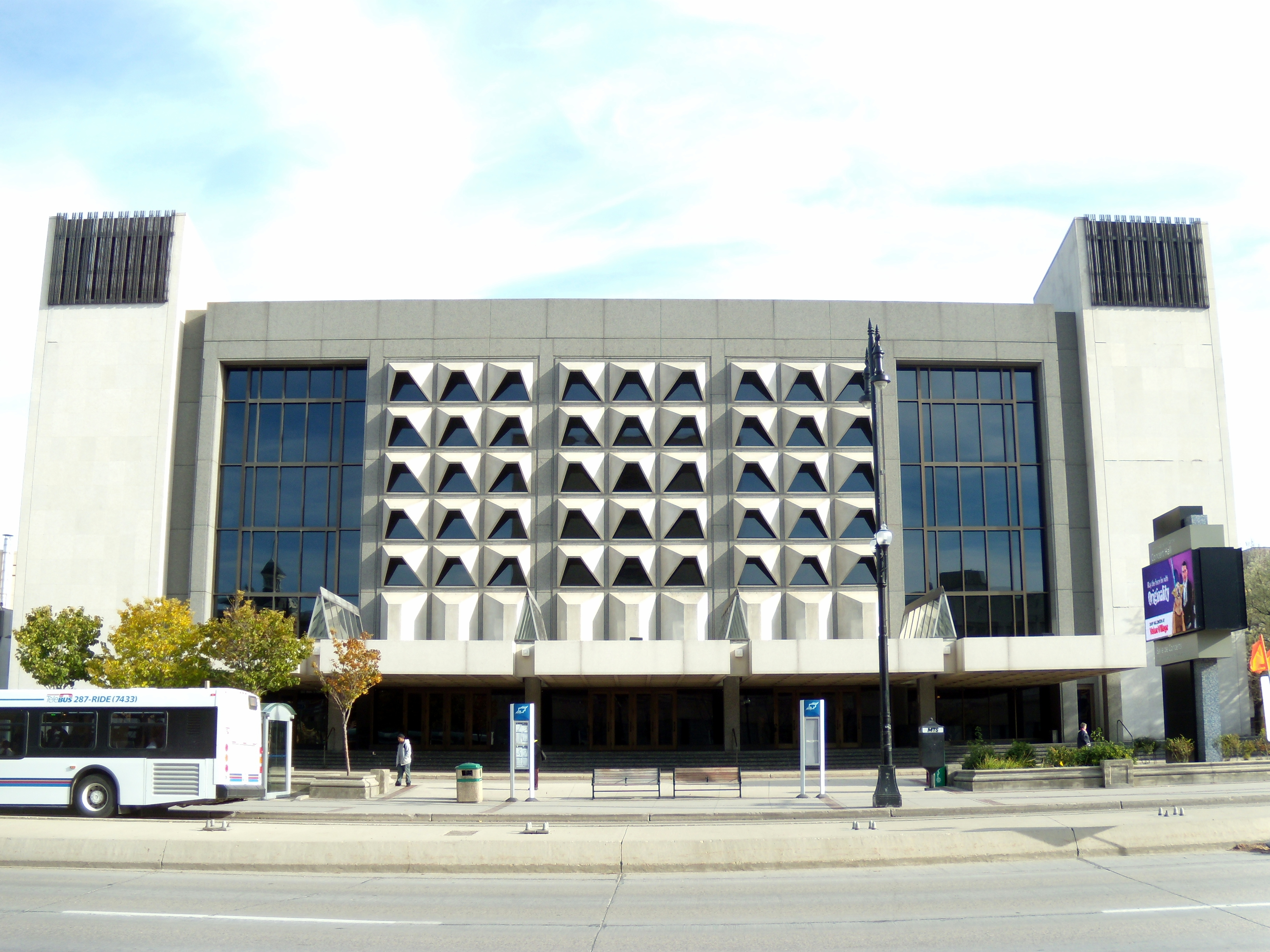
Royal Winnipeg Ballet

Royal Winnipeg Ballet (em português Balé Real de Winnipeg), localizado em Winnipeg, Manitoba, é a companhia de balé mais antiga do Canadá, e a com mais tempo de operação contínua da América do Norte.
Foi fundada, em 1939, como "Winnipeg Ballet Club" por Gweneth Lloyd e Betty Farrally. Em 1941, o nome foi alterado para "Winnipeg Ballet" e finalmente, em 1953, ganhou o título de "royal" (real) em 1953, o primeiro garantido pelo reinado da Rainha Elizabeth II.